# Pemex Procura y Abastecimiento
Pemex Procura y Abastecimiento es una empresa productiva subsidiaria de Petróleos Mexicanos, fundada en mayo de 2014. La Dirección Corporativa se encarga de las compras y adquisiciones de la empresa y de los contratos con los proveedores. Su creación respondió a las necesidades generadas por la Reforma Energética de México Reforma energética (México)

## Historia
En mayo de 2014, durante la Offshore Technology Conference (OTC) celebrada en Houston, Texas, se anunció la creación de la Dirección Corporativa de Procura y Abastecimiento en Pemex, con la finalidad de centralizar las compras de la empresa que hasta ese momento se realizaban en oficinas propias de cada área, con procedimientos independientes y únicos. 
En agosto de 2015, Petróleos Mexicanos anunció que gracias a las medidas implementadas a partir de la creación de la subsidiaria se ahorraron 39 mil millones de pesos. A la división de Procura y Abastecimiento también le correspondió la optimización del Sistema de información pública de proveedores y contratistas, que fomenta las práctica de la transparencia en los contratos que Pemex ejerce con sus proveedores.